# Eduard Holnthaner
Eduard Franz „Edi“ Holnthaner (* 6. Juni 1944 in Zwischenwassern) ist ein slowenischer Jazzmusiker (Trompete, Arrangement, Komposition).
Holnthaner wuchs in Maribor auf. Sein Trompetenstudium absolvierte er 1969 an der damaligen Musikakademie Graz mit Diplomen in Klassik und Jazz. Seit 1971 lehrte er an dieser Hochschule, wo er auch die Studenten-Big-Band der Jazzabteilung leitete und 1985 als Professor für Jazztrompete berufen wurde. Neben der Lehrtätigkeit gab er zahlreiche Konzerte im In- und Ausland mit verschiedenen Ensembles. Es entstanden mehrere Alben mit den Murwater Ramblers und der Big Band Süd. Auch trat er mit Benny Bailey, Art Farmer, Slide Hampton, Peter Herbolzheimer, Mark Murphy, Ed Neumeister und Jimmy Woode auf. Er ist auch auf Alben von Schörkmayr’s Band und dem Swing & Musical Orchester Graz zu hören.
Holnthaner war zudem als Produzent der Toti Big Band in Maribor tätig. Seine Arbeit als Komponist und Arrangeur umfasst mehr als 130 Titel.

## Lexikalische Einträge
- Elisabeth Kolleritsch: Eduard Holnthaner. In: Oesterreichisches Musiklexikon. Online-Ausgabe, Wien 2002 ff., ISBN 3-7001-3077-5; Druckausgabe: Band 2, Verlag der Österreichischen Akademie der Wissenschaften, Wien 2003, ISBN 3-7001-3044-9.